# Камполунго (Латина)
Камполунго је насеље у Италији у округу Латина, региону Лацио.
Према процени из 2011. у насељу је живело 72 становника. Насеље се налази на надморској висини од 91 м.